# Ким Дон Джин
Ким Дон Джин (кор. 김동진?, 金東進?; 29 января 1982, Тондучхон) — южнокорейский футболист, защитник.

## Клубная карьера
Ким Дон Джин начал играть в футбол в возрасте 11 лет, выступал за команду своей школы. До окончания школы он играл на позиции нападающего, но затем в молодёжной сборной Кореи был переведён на позицию крайнего защитника. После школы пришёл в профессиональный клуб «Anyang LG Cheetahs» (ныне ФК «Сеул»). В своём дебютном сезоне он выиграл и взрослый чемпионат страны (K-League), и чемпионат молодёжных команд. Ким Дон Джин провел в этом клубе 7 сезонов и за это время выступал практически во всех амплуа полевого игрока (левый защитник, центральный защитник, опорный и крайний хавбек, нападающий). В июне 2006 года перешёл в санкт-петербургский «Зенит» вместе с Диком Адвокатом, под руководством которого он играл в национальной сборной Кореи во время чемпионата мира 2006, и партнёром по сборной Ли Хо.
С первых дней в новой команде защитник получил постоянное место на левом фланге обороны. 2007 год начинал в качестве игрока основного состава. В матче с «Томью» (2:1) сделал дубль. В том сезоне забил ещё два гола, оба во встречах на Кубок УЕФА против «ВиОна» (3:0) и льежского «Стандарда» (3:0).
26 января 2010 года «Зенит» расторг контракт с Ким Дон Джином из-за результатов медицинского обследования, которые не позволяли ему продолжать выполнять условия договора.
2 февраля 2010 года вернулся на родину в клуб К-Лиги «Ульсан Хёндэ», в котором успешно прошёл медицинское обследование.
24 января 2011 года перешёл в свой бывший клуб ФК «Сеул».
С 2012 года выступал в китайском чемпионате за команду «Ханчжоу Гринтаун».

## Выступления за сборную
Ким Дон Джина стали вызывать в сборную с 2003 года, когда национальную команду возглавил португалец Умберту Коэлью. Он дебютировал за сборную в матче против Гонконга в Кубке Восточной Азии (3:1, 90 минут), 4 декабря 2003. С тех пор за 4 года в сборной Кореи сменилось три главных тренера, но Ким Дон Джин постоянно вызывался в команду. Он участвовал в Олимпийских играх 2004, чемпионате мира 2006, Азиатских играх 2006 и Кубке Азии 2007. На Кубке Азии-2007 он потерял место в основном составе, сборную тогда тренировал Пим Вербек. После того, как Вербек ушёл в отставку и пришёл новый главный тренер Хо Джон Му в конце 2007 года, Ким Дон Джина снова стали приглашать в национальную команду, и в 2008 году он принял участие в Олимпийских играх в Пекине.

## Достижения

### Командные
- Чемпион Кореи (K-League): 2000
- Чемпион Кореи среди молодёжных команд: 2000
- Вице-чемпион Кореи (K-League): 2001
- Обладатель Суперкубка Кореи: 2001
- Серебряный призёр Кубка чемпионов Азии: 2002
- Бронзовый призёр Кубка Азии: 2007
- Чемпион России: 2007
- Обладатель Суперкубка России: 2008
- Обладатель Кубка УЕФА: 2007/08
- Обладатель Суперкубка УЕФА: 2008
- Бронзовый призёр чемпионата России: 2009

### Личные
- Признан лучшим левым полузащитником года чемпионата Кореи 2004
- В списках 33 лучших футболистов чемпионата России (1): № 2 (2007)

## Личная жизнь
Холост. Христианин (корейская протестантская церковь). Хобби — музыка, кино, чтение Библии. В семье отец и одна старшая сестра.